# José Biriukov
Josechu Biriukov Aguirregabiria, detto José (Mosca, 3 febbraio 1963), è un ex cestista sovietico naturalizzato spagnolo.

## Carriera
Con la Spagna ha disputato due edizioni dei Giochi olimpici (Seul 1988, Barcellona 1992) e i Campionati europei del 1989.

## Palmarès
- Campionato sovietico: 1

CSKA Mosca: 1980-81
- Campionato spagnolo: 4

Real Madrid: 1984-85, 1985-86, 1992-93, 1993-94
- Copa del Rey: 4

Real Madrid: 1985, 1986, 1989, 1993
- Supercoppa spagnola: 1

Real Madrid: 1984
- Coppa Korać: 1

Real Madrid: 1987-88
- Coppa delle Coppe - Coppa d'Europa: 2

Real Madrid: 1988-89, 1991-92
- Coppa dei Campioni: 1

Real Madrid: 1994-95